# ハンティンドン
ハンティンドン (Huntingdon) は、イングランド・ケンブリッジシャーのマーケット・タウン。

## 概要
1205年にジョン王によって行政的には非都市ディストリクトのハンティンドンシャーに属している。
以前は歴史的カウンティのハンティンドンシャーのカウンティ・タウンであったが、現在は非都市ディストリクトのハンティンドンシャーの行政上の中心である。
1559年にオリバー・クロムウェルが誕生した地として知られている。
アングロ・サクソン人およびデーン人によって町は創設された。

## 出身人物
- オリバー・クロムウェル - 政治家、軍人
- リチャード・クロムウェル - 政治家
- ヘンリー・クロムウェル - アイルランド総督

## 姉妹都市
- フランス サロン＝ド＝プロヴァンス
- ハンガリー センテンドレ
- ドイツ ヴェルトハイム